# ستيفن دوغاتي
ستيفن دوغاتي (16 أكتوبر 1855 في المملكة المتحدة - 11 نوفمبر 1929 في المملكة المتحدة) (بالإنجليزية: Stephen Doughty)‏ هو لاعب كريكت بريطاني (وحمل سابقاً جنسية المملكة المتحدة لبريطانيا العظمى وأيرلندا). لعب مع نادي مقاطعة ديربيشاير للكريكت ‏.